# Heiko Herrlich
Heiko Herrlich (Mannheim, 3 de dezembro de 1971), é um ex-futebolista e técnico de futebol alemão que atuava como atacante. Atualmente, comanda a equipe do Augsburg.
Em 15 anos como atleta profissional, Herrlich defendeu apenas três equipes: Bayer Leverkusen (1989-1993), Borussia Mönchengladbach (1993-1995) e Borussia Dortmund, onde se destacou entre 1995 e 2004.
Pelos aurinegros, conquistou duas Bundesligas, a Liga dos Campeões da UEFA de 1996–97 e a Copa Europeia/Sul-Americana de 1997.
Em 2000, Herrlich descobriu um tumor maligno em seu cérebro, interrompendo a carreira para combater o câncer, e retornaria aos gramados no ano seguinte, já recuperado. Porém, o atacante não era o mesmo de antes e passaria a sofrer lesões com maior frequência. Foi o suficiente para que ele anunciasse a aposentadoria dos gramados em 2004.

## Seleção
Entre 1990 e 1993, Herrlich disputou 20 partidas pela Seleção Alemã sub-21, marcando 17 gols. Fez apenas cinco jogos na seleção principal, estreando contra o País de Gales. Todas as partidas foram realizadas em 1995, válidas pelas eliminatórias da Eurocopa de 1996, a qual não chegou a participar por causa de uma lesão. Também acabou esquecido por Berti Vogts para disputar a Copa de 1998.

## Após parar
Em 2005, Herrlich continuou no Borussia Dortmund, desta vez como técnico do time sub-19.
De 2006 a 2009, treinou as categorias sub-17 e sub-19 da Alemanha, e fez sua estreia como técnico principal de um clube neste último ano, quando foi contratado pelo VfL Bochum. Ainda chegou a treinar o SpVgg Unterhaching entre 2011 e 2012. De 2013 a 2015, foi o técnico da equipe sub-17 do Bayern de Munique. Na temporada de 2016-2017, comandou o SSV Jahn Regensburg no acesso à 2. Bundesliga. Em junho de 2017 foi contratado para treinar o Bayer Leverkusen, time no qual estreou profissionalmente como jogador.